# زمان‌بندی‌شناسی
زمان‌بندی‌شناسی (Chronemics) مطالعه تقسیم زمان افراد در ارتباط‌های غیرکلامی است.

## تک‌زمانی و چندزمانی
زمان و نحوه بکارگیری و استفاده از آن با ساختار فضا ارتباط زیادی دارد در کتاب زمان خاموش، دو روش متضاد استفاده از زمان یعنی تک زمانی و چند زمانی تشریح شده‌است.

## ویژگی‌ها
تک‌زمانی یکی از ویژگی‌های افرادی می‌باشد که ارتباط و معاشرت پایینی با دیگران دارند، زمان را تقسیم‌بندی کرده و در یک زمان فقط برای یک موضوع برنامه زمانی تنظیم می‌کنند و در صورتی که مجبور باشند کارهای زیادی را در یک زمان انجام دهند دچار اشفتگی می‌شوند.افراد چند زمانی، احتمالاً به دلیل معاشرت و ارتباط بسیار زیاد با یکدیگر عملیات متعددی را در یک لحظه انجام می‌دهند، مثل شعبده بازان.بنابراین، افراد تک زمانی اغلب اگر بتوانند فعالیت‌ها را در فضا پخش کنند، وظایف خود را به راحتی انجام می‌دهند.در حال که افراد چند زمانی فعالیت‌ها را در یک جا گرد اوری می‌کنند، اما اگر افراد این دو گروه با یکدیگر ارتباط متقابل داشته باشند، بیشتر مشکلات و نارسایی‌های ناشی از این حالت را می‌توانند با فضای سازی مناسب از میان بردارند.
برای کاهش اثرات و پیامدهای چند زمانی، بایستی افرات معاشرت و ارتباط خود را با دیگران کمتر بکنند و این بدان معناست که تا حد ضرورت فعالیت‌ها را از هم جدا بکنند.طرف دیگر سکه آن است که افراد تک زمانی که خدمات در اختیار مشتری چند زمانی قرار می‌دهندبایستی طوری جدایی فیزیکی را کاهش داده یا حذف بکنند که افراد بتوانند با یکدیگر تماس و برخورد داشته باشند، منظور از تماس غالباً تماس فیزیکی است.
میدان‌های اسپانیایی و ایتالیایی عملکرد چند زمانی عملکرد چند زمانی و ارتباط با دیگران را فراهم می‌کنند، در حالی که شبکه بندی خیابان‌های اصلی در ایالات متحده نتنها معرف ساختار زمانی آمریکاییهاست بلکه نشان دهنده فقدان معاشرت و ارتباط زیاد افراد با یکدیگر نیز هست.
برنامه ریزان شهری در ایجاد وخلق فضاهای سازگاری که موجب ترغیب وتقویت گروهای قومی و فرهنگی شوند، بایستی تلاش بیشتری کنند.این طرز تفکر دو هدف را برآورده می‌سازد:اول، به افراد شهر وگروهای مختلفکه در فرایند تغییرکه نسل به نسل صورت می‌پذیرد و همانطور که در مراحل تبد یل اهالی حاشیه‌نشین شهرها به ساکنین شهرنشین یاری کرده، دوم، موجب تقویت کنترل‌های اجتماعی می‌شود که بی قانونی و هرج و مرج مبارزه می‌کنند.
به گفتهٔ باربارا وارد ما باید در جستجوی راههایی باشیم تا به کمک آن‌ها بتوانیم محله‌های فقیرنشین را به اماکنی مورد احترام تبدیل کنیم.این بدین معنی نیست که تنها ایمنی افراد تأمین شده باشد، بلکه مردم باید امکان ترقیداشته باشند، وقتی که عملکرد این قلمروهای بسته به مرز اشباع رسیده و برای آن‌ها بسنده نیست.